# Rusal
La UC Rusal (in russo: ОК РУСАЛ, contrazione di Русский алюминий) è la maggior produttrice mondiale di alluminio (con una quota di mercato dell'11%) e di prodotti di allumina (con una quota di mercato del 13%), la compagnia è il risultato della fusione di RUSAL, SUAL e del settore di alluminio della Glencore, la fusione è stata ufficialmente terminata nel marzo 2007.
La compagnia è stata appannaggio dello stato sovietico durante gli anni del regime, in seguito alla dissoluzione dell'Unione Sovietica essa è stata privatizzata ed è stata acquistata dal magnate russo Roman Abramovich. In seguito il proprietario del Chelsea nel 2003 ha venduto il suo 25% a Oleg Deripaska per 1,8 miliardi di USD, con questo acquisto Oleg Deripaska è arrivato a possedere il 75% della compagnia, il restante 25% era di proprietà di Boris Berezovsky e Badri Patarkatsishvili che però lo hanno venduto tra il 2003 e il 2004.
La compagnia è presente in 19 paesi distribuiti su 5 continenti, dà lavoro ad oltre 70.000 persone.